# 김교창
김교창(金敎昌, 1937년 1월 5일 ~ )은 본관이 경주 김씨며, 대한민국의 변호사이자 넥슨의 창립자(또는 1호 벤처투자자)다. 투자를 받아 게임사업을 하고자 한 아들 김정주를 위해 자신이 설립한 법인 가승의 운영권을 맡기고 투자를 하였다. 가승이 넥슨으로 사명을 변경하고 게임사업을 시작한 이후 넥슨의 첫 대표이사가 되었다. 기업법 전문가로 알려져 있다.